# Russ Baker

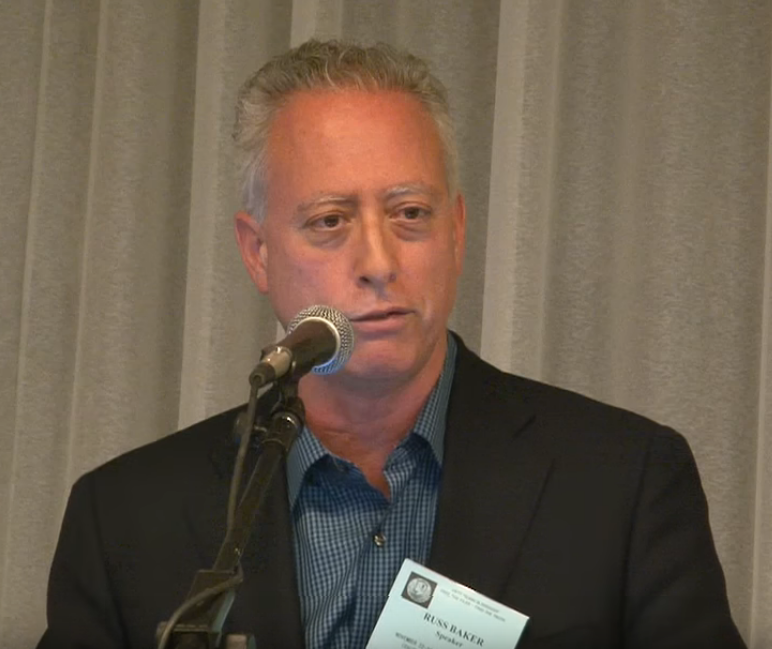
Russ Baker (2013)

Russ Baker (* 1958) ist ein US-amerikanischer Autor und Investigativjournalist. Baker ist der Chefredakteur und Gründer der gemeinnützigen Nachrichten-Website WhoWhatWhy. In seiner Karriere schrieb er für eine Reihe von Publikationen.

## Karriere
Baker wuchs in Kalifornien auf, erwarb einen Bachelor-Abschluss in Politikwissenschaften an der University of California, Los Angeles und einen Master-Abschluss in Journalismus an der Columbia University Graduate School of Journalism. Nach seinem Abschluss arbeitete Baker als U-Bahn-Reporter bei Newsday in New York City. Im Jahr 1989 wurde er New Yorker Korrespondent für den Christian Science Monitor. Er schrieb auch für die Village Voice und veröffentlichte Artikel in u. a. der New York Times, dem New Yorker, der Washington Post, The Nation, Vanity Fair und im Guardian. Zu seinen Artikeln gehörte ein Bericht über die Bemühungen der umstrittenen Scientology-Kirche, Michael Jackson zu rekrutieren und eine frühe Kritik an den Behauptungen der New York Times-Journalistin Judith Miller, der Irak besitze Massenvernichtungswaffen. Ein Artikel in The Nation über George W. Bushs Verschwinden aus seiner in den USA stationierten Militäreinheit während des Vietnamkriegs wurde 2005 vom Deadline Club, der New Yorker Sektion der Society of Professional Journalists, für einen web-exklusiven Artikel ausgezeichnet.
Nach der Wahl von George W. Bush bei der umstrittenen Präsidentschaftswahlen 2000 begann Baker sich näher mit der Familie Bush zu beschäftigen. Aus seinen Recherchen entstand 2008 das Buch Family of Secrets, welches sich mit den Verbindungen der Familie Bush zu Geheimdiensten und dem militärisch-industriellen Komplex beschäftigt. Baker behauptete in dem Buch, dass George H. W. Bush in den Watergate-Skandal und die Ermordung von John F. Kennedy verwickelt war. Er schreibt auch, dass George Bush senior in seinen Teenagerjahren Geheimdienstagent wurde und später im Zentrum eines Komplotts zur Ermordung Kennedys stand, an dem sein Vater Prescott Bush, Vizepräsident Lyndon B. Johnson, CIA-Direktor Allen Dulles, Kubaner und Russen sowie verschiedene texanische Ölmänner beteiligt waren. Er behauptet außerdem, dass Bob Woodward von der Washington Post ein Geheimdienstagent war, der sich mit John Dean verschworen hatte, um Präsident Richard Nixon aus dem Amt zu entfernen, weil er sich gegen die Ölförderungszulage ausgesprochen hatte. In der Presse bekam das Buch überwiegend negative Kritiken. Der Enthüllungsjournalist Tim Weiner, selbst Pulitzer-Preisträger, bezeichnete das Buch als „einen Karneval der Verschwörungstheorien“, der versuche, verschiedene unterschiedliche Ereignisse in einer Großtheorie zu verbinden.
Baker gründete 2006 die spendenfinanzierte Nachrichten-Website WhoWhatWhy. Die Website wurde als "aggressiv anti-Establishment" beschrieben und als Bakers endgültige Abkehr vom Mainstream-Journalismus interpretiert. Nach den Bombenanschlägen beim Boston-Marathon 2013 veröffentlichten Baker und sein Team von WhoWhatWhy Dutzende von Artikeln und Podcasts über Ungereimtheiten in den Regierungserklärungen zu den mutmaßlichen Tätern. Unter anderem schrieben sie, dass das FBI Tamerlan Zarnajew in den Jahren vor den ihm vorgeworfenen Bombenanschlägen besucht hatte, verwiesen auf angebliche Verbindungen zwischen der Zarnajew-Familie und Personen im nationalen Sicherheitsapparat der USA und wiesen darauf hin, dass die US-Regierung selbst gesagt hatte, dass die Brüder nicht in der Lage waren, die Art von hochentwickelten Bomben zu bauen, die beim Marathon verwendet wurden.

## Veröffentlichungen
- Russ Baker: Family of Secrets: The Bush Dynasty, the Powerful Forces That Put It in the White House, and What Their Influence Means for America. Bloomsbury USA, 2009, ISBN 978-1-59691-557-2 (google.de).